# IC 5188
IC 5188 је спирална галаксија у сазвјежђу Тукан која се налази на листи објеката дубоког неба у Индекс каталогу.
Деклинација објекта је - 59° 38' 26" а ректасцензија 22h 18m 26,2s. Привидна величина (магнитуда) објекта IC 5188 износи 13,1 а фотографска магнитуда 13,8. IC 5188 је још познат и под ознакама ESO 146-17, AM 2215-595, PGC 68539.